# Watt Radio
Watt Radio è una ditta italiana produttrice di elettronica di consumo.

## Storia
L'impresa sorse nel 1924 a Torino in via Cibrario 39 in zona San Donato su iniziativa di Giuseppe Soffietti con la denominazione Rag. G. Soffietti & C., dalle ceneri di una fabbrica di materiale elettrico vario la Watt. Le sue attività inizialmente riguardarono la produzione e la commercializzazione di componenti per la radiotelefonia.
Nel 1928 la ditta torinese, divenuta società anonima con la denominazione Watt Radio, Fabbrica Conduttori Elettrici Isolati S.A., passò alla produzione di apparecchi radiofonici completi, e l'anno seguente lanciò il modello Watt Trionfo, a cui fecero seguito i modelli Watt Piccolo (per le sue dimensioni compatte), e il Rapsodo del 1932, costituito da 8 valvole e primo apparecchio della casa dotato di supereterodina.
Negli anni trenta, la produzione Watt Radio venne ampliata ad altre categorie di apparecchi quali radioricevitori, amplificatori a bassa frequenza, impianti centralizzati di riproduzione sonora ed apparati elettroacustici, microfoni, cellule fotoelettriche, prese grammofoniche, divenendo una delle maggiori realtà industriali italiane dell'elettronica domestica.
Durante la seconda guerra mondiale, lo stabilimento subì gravi danneggiamenti a causa dei bombardamenti che colpirono il capoluogo piemontese. Le attività furono riprese nel 1948, ed entrò nel campo della televisione. In collaborazione con la RAI effettuò esperimenti con le trasmissioni televisive, che nel 1954 portarono all'attivazione del centro trasmittente di Torino Eremo, detto "Canale C", con l'irradiazione del segnale del primo canale.
Nel 1958 la società venne trasformata in società in accomandita semplice, mutò ragione sociale in Watt Radio S.a.s. di G. Soffietti & C., e trasferì sede e stabilimento di produzione in un nuovo capannone in via Bistagno 10 nel popolare quartiere Santa Rita. La produzione riguardò anche i televisori.
Negli anni settanta l'azienda incontrò le prime difficoltà, causate dalla aggressiva concorrenza estera. Tale situazione portò di lì a poco alla liquidazione della società.
Nel 1975 il marchio Watt Radio venne rilevato dalla Piemonte Elettronica S.r.l. di Alfonso Cassin e Francesco Novarese con sede e stabilimento a Brandizzo, nell'hinterland torinese, che produsse televisori e verso gli anni novanta, anche i decoder per la pay-tv.
Divenuta successivamente Watt Radio S.r.l., dopo gli anni 2000 ha sede a Beinasco e commercializza e ripara televisori LCD e LED.
Il 30 gennaio 2006 cambia denominazione in Servizi Watt-Radio S.r.l., e aggiunge ai servizi lo smaltimento, la riparazione e la rivendita di televisori usati.